# Бранко Балетић
Бранко Балетић (Београд, 15. јун 1946) је југословенски и црногорски филмски и ТВ редитељ.

## Биографија
Дипломирао је на ФДУ, одсек филмска и тв режија.
70-их година почев од тв филма Лака лова режирао читав низ ТВ серија : Држи воду док мајстори оду, Зелени сигнал,
музичке и документарне, путописне тв филмове.
Од играних филмова је режирао: Сок од шљива, Балкан експрес (три посебне награде на Пулском фестивалу 1983, Увек спремне жене, Локални вампир.
У периоду од 1986. до 1990. године био је управник филмског предузећа Авала филм Београд.
Био је директор Црногорске кинотеке.
Добитник је многобројних награда: Специјална награда жирија Херцегновског филмског фестивала 2011, 13-јулска награда 2012. године, награду за најбољу режију на фестивалу филма југоисточне Европе 2012.
Добитник је награде за целокупно филмско стваралаштво за допринос српској кинематографији коју му је 2023. године доделило Удружење филмских уметника Србије - УФУС.
2014. године стекао је статус истакнутог културног ствараоца, а 18. децембра 2018. године изабран је за ванредног члана ЦАНУ.
Живи и ради у Подгорици.

## Филмографија
| Год.  | Назив                           | Жанр                  | Награда |
| ----- | ------------------------------- | --------------------- | ------- |
| 1969. | Лака лова                       | редитељ               |         |
| 1969. | Држи буре воду док мајстори оду | редитељ               |         |
| 1971. | Цео живот за годину дана        | помоћник редитеља     |         |
| 1979. | Национална класа                | сарадник на сценарију |         |
| 1981. | Сок од шљива                    | редитељ               |         |
| 1983. | Камионџије 2                    | редитељ друге екипе   |         |
| 1983. | Камионџије поново возе          | редитељ друге екипе   |         |
| 1987. | Увек спремне жене               | редитељ               |         |
| 1988. | Ремингтон (филм)                | продуцент             |         |
| 1988. | Живот са стрицем                | продуцент             |         |
| 1988. | Клопка (филм из 1988)           | продуцент             |         |
| 1989. | Бољи живот (филм)               | продуцент             |         |
| 1989. | Хамбург Алтона                  | продуцент             |         |
| 1989. | Најбољи (филм)                  | продуцент             |         |
| 1990. | Граница (филм)                  | продуцент             |         |
| 1990. | Почетни ударац (филм)           | продуцент             |         |
| 1990. | Цубок                           | продуцент             |         |
| 1990. | Стела                           | продуцент             |         |
| 1995. | Отворена врата                  | редитељ 1 епизоде     |         |
| 2002. | Срећна ми нова година           | редитељ               |         |
| 2005. | Имам нешто важно да вам кажем   | продуцент             |         |
| 2011. | Локални вампир                  | продуцент и редитељ   |         |
| 2012. | Доктор Реј и ђаволи             | продуцент             |         |